# Бохиньское озеро
Бохиньское озеро (словен. Bohinjsko jezero, нем. Wocheiner See) — самое крупное постоянное озеро Словении, занимающее площадь 3,18 км². Расположено на высоте 525 м над уровнем моря на территории общины Бохинь и является частью национального парка «Триглав». Объём воды — 0,1 км³. Площадь водосборного бассейна — 107 км². Средняя глубина — 29,5 м.

## География

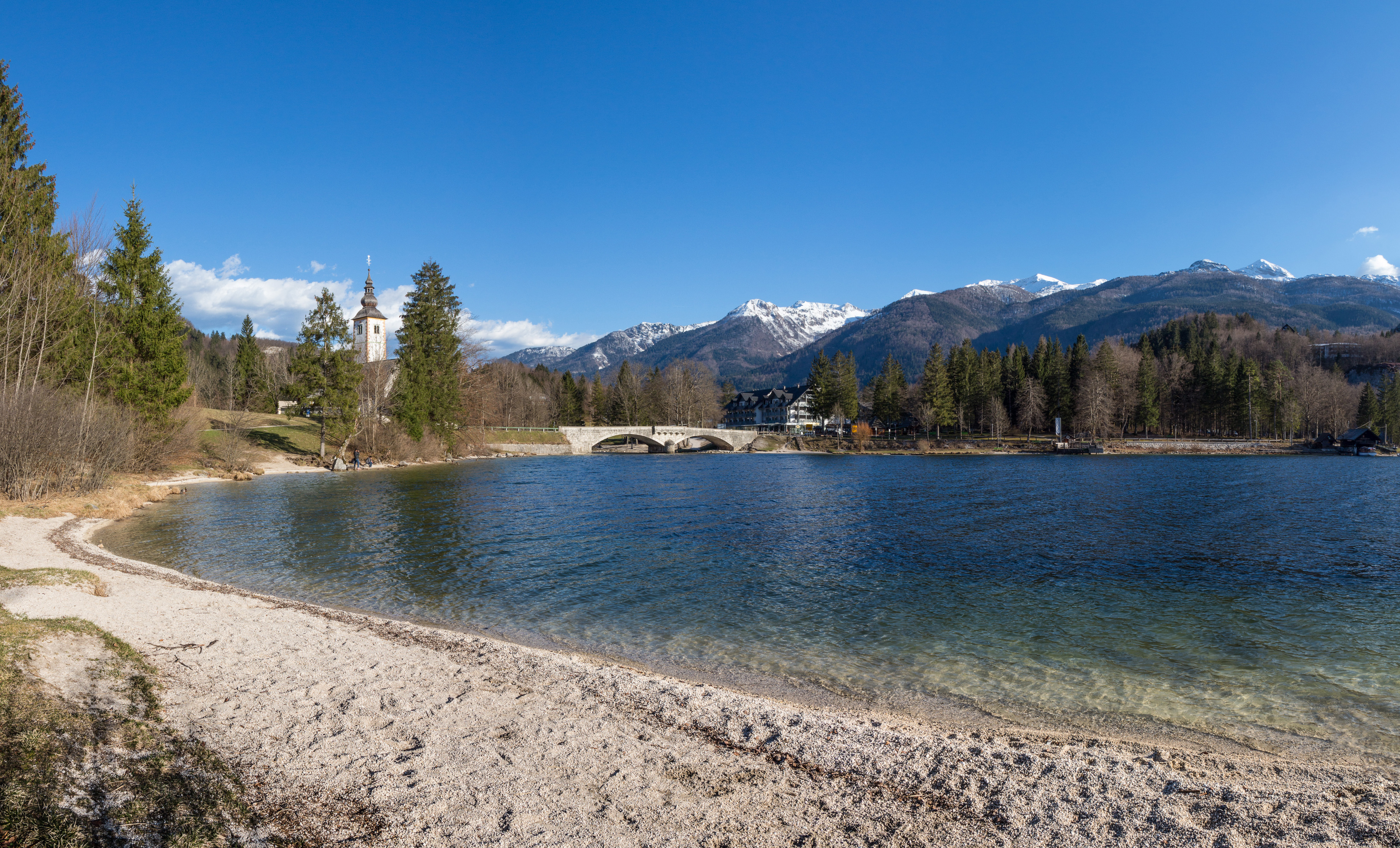
Вид на Бохиньское озеро и село Ribčev Laz

Озеро простирается на 4,2 км в длину и имеет максимальную ширину около 1 км. Это ледниковое озеро, образовавшееся благодаря морене.
Крупнейший приток, впадающий в озеро, Савица («Маленькая Сава»), питается из Чёрного озера (словен. Črno jezero), крупнейшего в озёрной долине Триглава. Из восточной части озера вытекает ручей Озерница (словен. Jezernica), который после слияние с Мостницей образует реку Сава-Бохинька, которая, в свою очередь, сливается с рекой Сава-Долинка и образует Саву. Как выяснил Бальтазар Аке в XVIII веке, из Бохиньского озера вытекает воды больше, чем поступает, что объясняется дополнительными подземными источниками питания.
В чистых водах озера обитают форель, налим, голавль, обыкновенный гольян, арктический голец, восемь родов моллюсков, а также многочисленные виды водорослей. Оно является популярным местом туризма, на озеро приезжают ради купания и других водных видов спорта. На берегу находится статуя легендарной серны Златорога, история которой была увековечена поэтом Рудольфом Баумбахом.
В районе Бохиньского озера расположено несколько горнолыжных курортов, самые крупные — Соришка Платина, Вогел, Кобла.

## Комментарии
1. ↑  Непостоянное озеро Церкница в период наибольшего повышения уровня воды может иметь площадь до 30 км², но полностью исчезает в сухой сезон.